# Tonga (arrondissement)
Tonga är ett arrondissement i Kamerun.   Det ligger i regionen Västra regionen, i den centrala delen av landet, 150 km nordväst om huvudstaden Yaoundé.